# Rossano Galtarossa
Rossano Galtarossa (ur. 6 lipca 1972 w Padwie) – włoski wioślarz, złoty medalista w wioślarskiej czwórce podwójnej podczas Letnich Igrzysk Olimpijskich w Sydney.

## Osiągnięcia
- Mistrzostwa Świata Juniorów – Lac d’Aiguebelette 1990 – dwójka podwójna – 1. miejsce[2].
- Mistrzostwa Świata – Wiedeń 1991 – dwójka podwójna – 11. miejsce[2].
- Igrzyska Olimpijskie – Barcelona 1992 – czwórka podwójna – 3. miejsce[1][2].
- Mistrzostwa Świata – Račice 1993 – czwórka podwójna – 3. miejsce[1][2].
- Mistrzostwa Świata – Indianapolis 1994 – czwórka podwójna – 1. miejsce[1][2].
- Mistrzostwa Świata – Tampere 1995 – czwórka podwójna – 1. miejsce[1][2].
- Igrzyska Olimpijskie – Atlanta 1996 – czwórka podwójna – 4. miejsce[2].
- Mistrzostwa Świata – Lac d’Aiguebelette 1997 – czwórka podwójna – 1. miejsce[1][2].
- Mistrzostwa Świata – Kolonia 1998 – czwórka podwójna – 1. miejsce[1][2].
- Mistrzostwa Świata – St. Catharines 1999 – czwórka podwójna – 7. miejsce[2].
- Igrzyska Olimpijskie – Sydney 2000 – czwórka podwójna – 1. miejsce[1][2].
- Mistrzostwa Świata – Lucerna 2001 – dwójka podwójna – 3. miejsce[1][2].
- Mistrzostwa Świata – Sewilla 2002 – czwórka podwójna – 3. miejsce[1][2].
- Mistrzostwa Świata – Mediolan 2003 – dwójka podwójna – 2. miejsce[1][2].
- Igrzyska Olimpijskie – Ateny 2004 – dwójka podwójna – 3. miejsce[1][2].
- Mistrzostwa Świata – Monachium 2007 – czwórka podwójna – 4. miejsce[1][2].
- Igrzyska Olimpijskie – Pekin 2008 – czwórka podwójna – 2. miejsce[1][2].
- Mistrzostwa Europy – Brześć 2009 – czwórka podwójna – 7. miejsce[2].